# Чемпіонат світу з трекових велоперегонів 1929
Чемпіонат світу з трекових велоперегонів 1929 проходив з 11 по 20 серпня 1929 року в Цюриху, Швейцарія. Змагання проводилися у спринті та гонці за лідером серед професіоналів та у спринті серед аматорів.

## Медалісти

### Чоловіки
Професіонали
| Дисципліна       | Золото       | Срібло        | Бронза         |
| Спринт           | Люсьен Мішар | Піт Москопс   | Ернст Кауфманн |
| Гонка за лідером | Жорж Паяр    | Віктор Лінарт | Пауль Кревер   |

Аматори
| Дисципліна | Золото          | Срібло     | Бронза       |
| Спринт     | Антуан Мазейрак | Сід Козенс | Віллі Ґервін |

## Загальний медальний залік
| Місце  | Країна                | Золото | Срібло | Бронза | Загалом |
| ------ | --------------------- | ------ | ------ | ------ | ------- |
| 1      | Франція               | 2      |        |        | 2       |
| 2      | Нідерланди            | 1      | 1      |        | 2       |
| 3      | Велика Британія       |        | 1      |        | 1       |
| 3      | Бельгія               |        | 1      |        | 1       |
| 5      | Данія                 |        |        | 1      | 1       |
| 5      | Швейцарія             |        |        | 1      | 1       |
| 5      | Веймарська республіка |        |        | 1      | 1       |
| Всього | Всього                | 3      | 3      | 3      | 9       |